# 阪本颯希
阪本 颯希（さかもと さつき、2005年5月6日 - ）は、日本の子役タレントである。ジョビィキッズプロダクション所属 。

## 略歴
2013年、11月公開映画『劇場版 SPEC〜結〜』で映画初出演し、俳優デビュー。
2014年、同じジョビィキッズプロダクションに所属する芦田愛菜が主演する1月期日本テレビ系水曜ドラマ『明日、ママがいない』でテレビドラマ初出演。
2023年7月期日本テレビ系土曜ドラマ『最高の教師 1年後、私は生徒に■された』で連続ドラマに初めてレギュラー出演した。

## 人物
- 栃木県出身
- 同じ事務所に所属する子役の阪本光希は、双子の兄である。

## 出演

### テレビドラマ
- 明日、ママがいない（2014年1月15日 - 3月5日、日本テレビ）- リュウ 役
- 特命おばさん検事! 花村絢乃の事件ファイル3（2014年9月3日、テレビ東京） - 小学生 役
- マルモのおきて スペシャル2014（2014年9月28日、フジテレビ）
- ガードセンター24 広域警備指令室（2016年9月16日、日本テレビ）- 篠宮翔 役[3]
- がっぱ先生!（2016年9月23日、日本テレビ） - 坂井亨 役
- 弟の夫（2018年3月4日 - 18日、NHK BSプレミアム / 5月4日、NHK総合） - 折口弥一（中学時代）役
- ボイメン新世紀 祭戦士ワッショイダー 第6話（2018年5月18日、CBC） - 高杉達也 役
- 竜の道 二つの顔の復讐者（2020年7月28日、関西テレビ・フジテレビ） - 矢端竜二（高橋一生）15歳時 役
- 最高の教師 1年後、私は生徒に■された（2023年7月15日 - 9月23日、日本テレビ） - 森海悠仁 役[2][4]
- スピーク・ロー 第3話（2023年12月26日、NHK Eテレ） - 真吾 役

### 配信ドラマ
- 拝啓、大人になる貴方へ（2023年9月23日・30日、Hulu） - 森海悠仁 役[5]

### 映画
- 劇場版 SPEC〜結〜（2013年11月、東宝）
- 魔女の宅急便（2014年3月1日、東映）
- 北の桜守（2018年3月10日、東映） - 蓮江清太郎 役

### CM
- 久光製薬「アレグラ」

### スチール
- 技術評論社「あっという間にデジカメ年賀状2014」